# Laryngomalazie

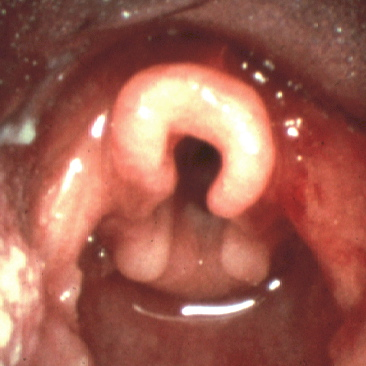

Laryngomalazie (von lat. larynx „Kehlkopf“, Malazie „krankhafte Erweichung“, „Auflösung“) ist eine krankhafte Erweichung des Kehlkopfes durch unzureichenden Kalziumeinbau in das Larynxskelett. Die supraglottischen Strukturen wie Kehldeckel und Stellknorpel sind betroffen, so dass aufgrund der unnormalen Weichheit eine inspiratorisch stridoröse Atmung („Stakkatoatmung“) mit möglicher Zyanose resultiert. Laryngoskopisch stellen sich die aryepiglottischen Falten verkürzt dar, die seitlichen Kanten der Epiglottis sind nach einwärts gerollt.

## Therapie
In der Mehrheit der Fälle (90 %) heilt die Laryngomalazie spontan aus. Die Geräusche beim Atmen nehmen typischerweise während der ersten 6 Lebensmonate zu und anschließend bis zum zweiten Lebensjahr ab. Eine besondere Therapie ist selten notwendig. Gründe für weitere Untersuchungen sind: Probleme mit der Ernährung, mit der Größen- und Gewichtszunahme des Kindes oder einer allgemeinen Entwicklungsverzögerung. Bis sich das Kehlkopfskelett gefestigt hat, sollten regelmäßige Beobachtungen stattfinden.
An therapeutischen Möglichkeiten stehen zum einen eine Supraglottoplastik, eine operative Korrektur des Kehlkopfeinganges, und eine vorübergehende Tracheotomie zur Verfügung. Die letztere Option ist nur in Extremfällen erforderlich. Dabei haben die Kinder meistens neben der Schwäche des Kehlkopfes auch weitere angeborene Missbildungen der Atemwege.